# Menotti Del Picchia
Paulo Menotti Del Picchia (São Paulo, 20 de março de 1892 – São Paulo, 23 de agosto de 1988) foi um poeta, jornalista, tabelião, advogado, político, romancista, cronista, pintor e ensaísta brasileiro.

## Biografia

### Origem e formação
Filho dos imigrantes italianos Luigi Del Picchia e Corinna Del Corso, com cinco anos de idade mudou-se para a cidade de Itapira, interior de São Paulo, onde foi aluno de Jacomo Stávale. Fez seus estudos ginasiais no Colégio São José, em Pouso Alegre, Minas Gerais. Bacharelado em Direito pela Faculdade do Largo de São Francisco, formado em 1913. Nesse ano publicou Poemas do Vício e da Virtude, seu primeiro livro de poesias. Na cidade de Itapira foi agricultor e advogado militar; lá criou o jornal político O Grito e escreveu os poemas Moisés e Juca Mulato. Colaborou em vários jornais, entre os quais Correio Paulistano, Jornal do Comércio e Diário da Noite. Em 1924 criou, com Cassiano Ricardo e Plínio Salgado, o Movimento Verdamarelo, de tendência nacionalista. Publicou vários romances, entre eles Lama e Argila, O Homem e a Morte, Republica 3 000 e Salomé, além de livros de ensaios e de crônicas.

### Atividade política
Foi membro do Partido Republicano Paulista (PRP) durante a República Velha, participou da Revolução de 1932 como ajudante de ordens do governador Pedro de Toledo. Escreveu um livro sobre a revolução de 1932, chamado A Revolução paulista.
Exerceu vários cargos públicos. Foi o primeiro diretor do Departamento de Imprensa e Propaganda do Estado de São Paulo; deputado estadual em duas legislaturas, membro da constituinte do Estado de São Paulo e deputado federal pelo Estado de São Paulo em três legislaturas.

### Atividade cultural
Menotti Del Picchia foi um dos principais articuladores, ativistas e colaboradores da Semana de Arte Moderna, que ocorreu em São Paulo, entre 13 e 18 de fevereiro de 1922 no Theatro Municipal de São Paulo. Junto de Oswald de Andrade, Mário de Andrade e outros jovens artistas e escritores brasileiros.

O autor abriu a segunda noite, a mais importante e a mais tumultuada da Semana, com uma conferência em que era negada a filiação do grupo modernista ao futurismo de Marinetti, mas defendia a integração da poesia com os tempos modernos, a liberdade de criação e, ao mesmo tempo, a criação de uma arte genuinamente brasileira.
"A nossa estética é de reação. Como tal, é guerreira. O termo futurista, como que erradamente a etiquetaram, aceitamo-lo porque era um cartel de desafio. Na geleira de mármore de Carrara do parnasianismo dominante, a ponta agressiva dessa proa verbal estilhaçava como um aríete. Não somos, nem nunca fomos “futuristas”. Eu, pessoalmente, abomino o dogmatismo e a liturgia da escola de Marinetti. Seu chefe é para nós um precursor iluminado, que veneramos como um general da grande batalha da Reforma, que alarga seu “front” em todo o mundo. No Brasil não há, porém, razão lógica e social para o futurismo ortodoxo, porque o prestígio do seu passado não é de molde a tolher a liberdade da sua maneira de ser futura".
Fez parte do Grupo dos Cinco, junto de Tarsila do Amaral, Anita Malfatti, Mário de Andrade e Oswald de Andrade. Foi diretor de A Noite e A Cigarra, entre 1920 e 1940, além de diversos outros jornais e revistas. Com Oswald de Andrade, Mário de Andrade e outros jovens artistas e escritores paulistas, participou da Semana de Arte Moderna de fevereiro de 1922 no Theatro Municipal de São Paulo. 

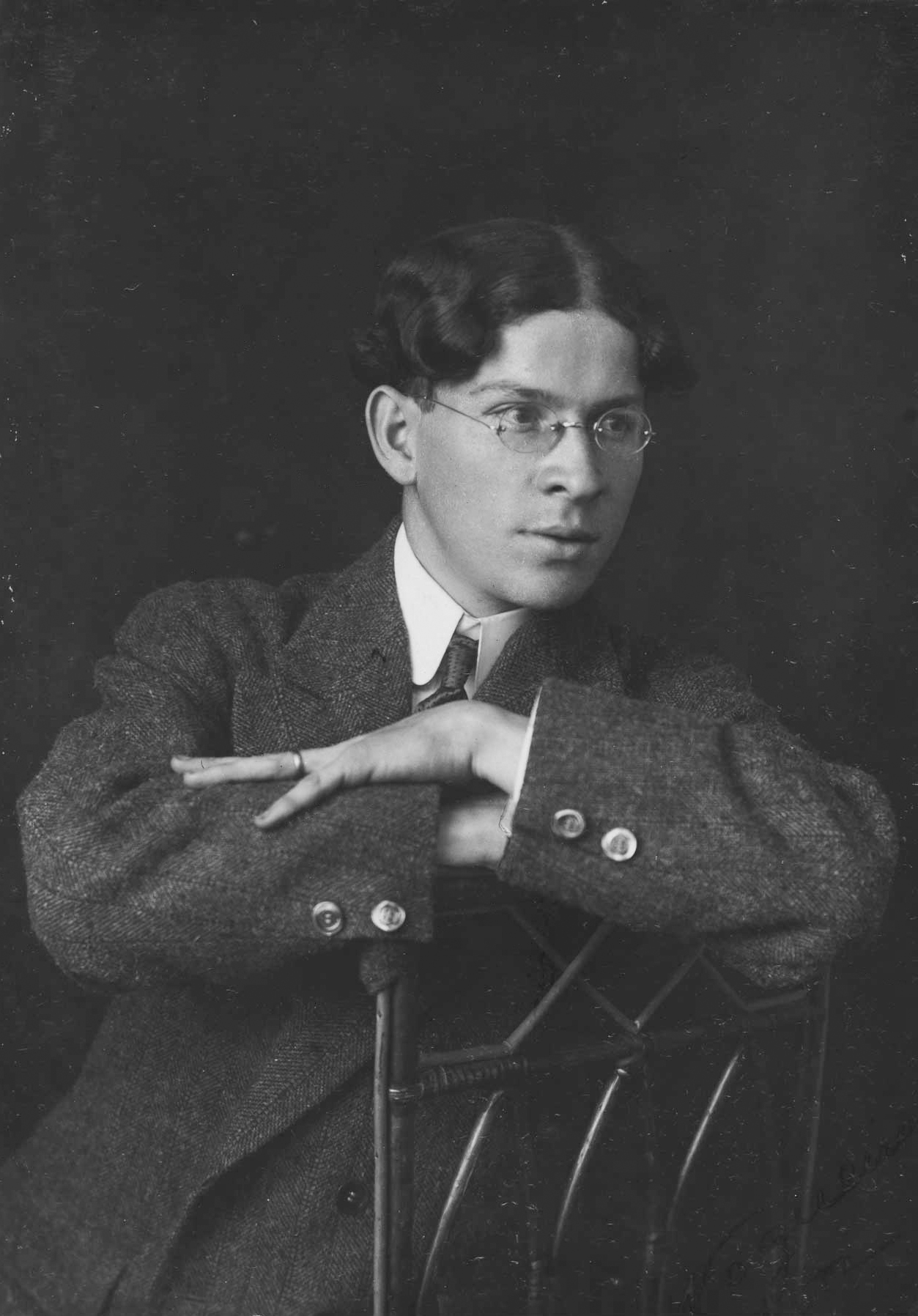
Del Picchia em 1913

Em 1937, foi diretor do Grupo Anta, com Cassiano Ricardo, e diretor do Movimento Cultural Nacionalista Bandeira, com Cassiano Ricardo e Cândido Mota Filho.
Em 1943, foi eleito para a cadeira nº 28 da Academia Brasileira de Letras, tendo sido suas principais obras Juca Mulato (1917) e Salomé (1940). Um livro seu de elevada popularidade é Máscaras (1920), pela sua nota lírica. 
Presidiu a Associação dos Escritores Brasileiros, seção de São Paulo. Foi agraciado com o título de "Intelectual do Ano", em 1968, e aclamado "Príncipe dos Poetas Brasileiros", em 1982.
Em 1960, recebeu o Prêmio Jabuti como Personalidade literária do ano, concedido pela Câmara Brasileira do Livro. Destacam-se em sua obra poética os livros Juca Mulato (1917), Máscaras (1920), A Angústia de D. João (1922) e O Amor de Dulcinéia (1931). A poesia de Menotti Del Picchia vincula-se à primeira geração do Modernismo. Em 1984, recebeu o Prêmio Moinho Santista - Categoria Poesia. 
Morreu em São Paulo, no dia 23 de agosto de 1988. O seu corpo foi velado na Academia Paulista de Letras, da qual também era membro, e sepultado no Cemitério São Paulo. Em sua homenagem, foram fundados na cidade de Itapira o Parque Juca Mulato e a Casa Menotti Del Picchia (24 de março de 1983) onde podem ser vistos objetos e livros que pertenciam ao autor.

## Obras
Poesia: 
- Poemas do vício e da virtude (1913)
- Moisés (1917);
- Juca Mulato (1917)
- Máscaras (1919)
- A angústia de D. João (1922)
- Chuva de pedra (1925)
- O amor de Dulcineia (1926)
- República dos Estados Unidos do Brasil (1928)
- Jesus, tragédia sacra (1958)
- Poesias, seleção (1958)
- O Deus sem rosto, introdução de Cassiano Ricardo (1968)

Romance:
- lama e argila (1920; após a 4a ed., intitulou-se A tragédia de Zilda)
- Laís (1921)
- Dente de Ouro (1923)
- O crime daquela noite (1924)
- A república 3000 (1930; posteriormente intitulado A filha do Inca, 1949)
- A tormenta (1932)
- O árbitro (1958)
- Kalum, o mistério do sertão (1936)
- Kummunká (1938)
- Salomé (1940)

Conto, Crônica e Novela:
- O pão de Moloch (1921)
- A mulher que pecou (1922)
- O nariz de Cleópatra (1922)
- Toda nua (s.d.)
- A outra perna do Saci (1926)
- O despertar de São Paulo
- Episódios dos séculos XVI e XX na Terra Bandeirante)

Literatura Infanto-juvenil:
- No país das formigas
- Viagens de Pé-de-Moleque e João Peralta
- Novas aventuras de Pé-de-Moleque e João Peralta

Ensaio e Monografia:
- A crise da democracia
- A crise brasileira: soluções nacionais (1935)
- A revolução paulista (1932)
- Pelo amor do Brasil, discursos parlamentares
- O governo Júlio Prestes e o ensino primário
- O Curupira e o Carão
- O momento literário brasileiro
- Sob o signo de Polymnia, discursos
- A longa viagem, memórias, 2 vols. (1970-1972)

Teatro:
- Suprema conquista (1921)
- Jesus; Máscaras
- A fronteira.

Obras Completas:
- A Noite, 10 vols.
- Obras de Menotti del Picchia, Livraria Martins Editora, 14 vols.
- Entardecer, antologia de prosa e verso (1978).

## Sinopse das obras

Menotti Del Picchia, sem data.

- Máscaras - Máscaras é um poema lírico, romântico e escrito na forma de peça de teatro. Transcreve o encantamento de dois homens, Arlequim e Pierrot, por uma mulher, Colombina. Cada um deles, percebendo-a sob sua ótica particular, e partindo deste olhar, a descrevem e ao sentimento que ela lhes despertou. A literatura origina-se da imaginação de seu autor com o objetivo de provocar um estado emocional, um estado de prazer ao leitor, onde Arlequim é o desejo, Colombina, a mulher e Pierrot, o sonho. O texto foi escrito em 1920 quando ele e quatro amigos – Martins Fontes, Ibrahim Nobre, Armando Pamplona e Assunção Filho – junto a uma dama paulista, não nomeada pelo autor, assistem de uma mesa de bar à alegria carnavalesca. Del’ Picchia esclarece no prefácio de seu livro - onde consta essa "história" - que aquela alegria platônica fez surgir a ideia de se escrever um poema para marcar um momento tão alegre da mocidade.

- A República 3 000 - A República 3 000 é uma das mais importantes obras de Menotti Del Picchia, editada também na Itália e na França. O autor nos oferece uma visão futurológica da técnica e da cibernética, antecipa descobertas e propõe problemas em uma história que absorve o leitor, do início ao fim.

- Salomé - Um romance escrito há mais de trinta anos, mas que se faz presente nos dias atuais. A extravagante e sensual heroína deste romance, Salomé, é uma figura fatalizada e estranha, que encarna neste nervoso instante da revolução da mocidade.

- Juca Mulato - Com este livro, Menotti Del Picchia revelou-se um cantor enamorado da alma nacional. Cantou uma história de amor obstinado e impossível, em versos impregnados de imenso lirismo, criando expressões poéticas.

- Dente de Ouro - A novela Dente de ouro inspira-se no ambiente político do interior, com suas intrigas, lutas de grupos, violências. É esse mundo que o autor retrata ao vivo, num estilo jornalístico e com linguagem romântica, adequada a uma história de amor, rivalidade e morte.

## Representações na cultura
Menotti Del Picchia já foi retratado como personagem no cinema e na televisão, interpretado por Carlos Gregório no filme "O Homem do Pau-Brasil" (1982) e Ranieri Gonzalez na minissérie "Um Só Coração" da Rede Globo de Televisão (2004). 
Menotti Del Picchia é apresentado como personagem (em uma citação), no livro Tieta do Agreste (1977), do escritor baiano Jorge Amado. Na obra, Menotti é descrito por Tieta como sendo um assíduo frequentador de sua "casa de diversões".